# Soudaine-Lavinadière
Soudaine-Lavinadière è un comune francese di 200 abitanti situato nel dipartimento della Corrèze nella regione della Nuova Aquitania.

## Società

### Evoluzione demografica
Abitanti censiti